# جيف رايت
جيف رايت (بالإنجليزية: Jeff Wright)‏ (23 يونيو 1952 في المملكة المتحدة - ) هو لاعب كرة قدم بريطاني في مركز الوسط. لعب مع ويغان أتلتيك وكندل تاون ‏ ونادي بارو وConsett A.F.C. ‏ وPenrith A.F.C. ‏ وPrudhoe Town F.C. ‏ وGretna F.C. ‏ وتولو تاون ‏.

## وصلات خارجية
- جيف رايت على موقع قاعدة بيانات كرة القدم.إي يو (الإنجليزية)